# Округ Шерман (Тексас)
Округ Шерман (енгл. Sherman County) је округ у америчкој савезној држави Тексас. По попису из 2010. године број становника је 3.034.

## Демографија
Према попису становништва из 2010. у округу је живело 3.034 становника, што је -152 (-4,8%) становника више него 2000. године.
| Група             | 2000.         | 2010.         |
| Белци             | 2.263 (71,0%) | 1.762 (58,1%) |
| Афроамериканци    | 17 (0,5%)     | 14 (0,5%)     |
| Азијати           | 1 (0,0%)      | 7 (0,2%)      |
| Хиспаноамериканци | 874 (27,4%)   | 1.227 (40,4%) |
| Укупно            | 3.186         | 3.034         |